# لوی رازمن
لوی رازمن (متولد ۵ دسامبر ۱۹۹۵) که به صورت آنلاین به عنوان GothamChess شناخته می‌شود، یک استاد بین‌المللی شطرنج، خالق محتوا، مفسر و نویسنده آمریکایی است. او که اغلب به عنوان «معلم شطرنج اینترنت» شناخته می‌شود، در پلتفرم‌های آنلاین Twitch، TikTok، Instagram و YouTube محتوا تولید می‌کند.
رازمن متولد بروکلین نیویورک، در یک خانواده مهاجر روسی-اوکراینی بزرگ شد و در ۵ سالگی شطرنج را شروع کرد. در سال ۲۰۱۸ عنوان استاد بین‌المللی را به دست آورد و به اوج رتبه الوی خود، ۲۴۲۱ رسید. از ژوئیه ۲۰۲۲ تا آوریل ۲۰۲۴، رازمن از شطرنج رقابتی کناره گرفت.
رازمن تولید محتوا را در اوت ۲۰۱۸ آغاز کرد. کانال‌های توییچ و یوتیوب او در طول همه‌گیری COVID-19 و انتشار The Queen's Gambit در سال ۲۰۲۰ محبوبیت پیدا کردند. کانال یوتیوب او به اولین کانال شطرنج تبدیل شد که بیش از یک میلیارد بازدید داشت. تا تاریخ ۱۷ سپتامبر ۲۰۲۴، او بیش از ۵٫۴ میلیون مشترک و بیش از ۲٫۸ میلیارد بازدید در یوتیوب دارد.

## اوایل زندگی
رازمن در ۵ دسامبر ۱۹۹۵ در بروکلین، نیویورک، از یک مهاجر روس، لینا (با نام خانوادگی زلدویچ) و مهاجر اوکراینی، یوجین رازمن به دنیا آمد. در دوران رشد، او بین نیویورک و نیوجرسی به‌طور متناوب زندگی می‌کرد. به عنوان یک نسل اول آمریکایی، رازمن با صحبت کردن به زبان روسی به عنوان زبان اول خود بزرگ شد و فقط در دوران پیش دبستانی شروع به یادگیری زبان انگلیسی کرد. رازمن کودکی پرانرژی بود که مادرش او را «کمی از بچه‌های دعواگر در زمین بازی» توصیف می‌کرد. در سن ۵ سالگی پدر و مادرش او را در کلاس‌های شطرنج ثبت نام کردند و متوجه شدند که این بازی روی او اثر آرام بخشی دارد. رازمن در سن ۷ سالگی وارد اولین مسابقه شطرنج خود شد. در فوریه ۲۰۰۸، رازمن در ۱۲ سالگی به رتبه ۲۰۰۰ فیده دست یافت، اما پیشرفت به مدت سه سال متوقف شد. پس از تأمل دربارهٔ ترک شطرنج، او در سن ۱۵ سالگی به‌طور مداوم به این بازی بازگشت.

## حرفه شطرنج
رازمن در ۱۶ سالگی در سال ۲۰۱۱ به عنوان استاد ملی از طریق فدراسیون شطرنج ایالات متحده دست یافت. در حالی که در کالج باروخ در منهتن تحصیل می‌کرد، مدرک لیسانس خود را در آمار و مدل‌سازی کمی دنبال کرد و قصد داشت پس از پایان فعالیت خود در بازی و آموزش شطرنج، یک «شغل جدی» به دست آورد. در سال ۲۰۱۴، یک سال پس از تحصیل، او به مدارس محلی مراجعه کرد تا برنامه شطرنج خود را که شامل مربیگری بچه‌ها برای مسابقات و کسب عناوین شهری و ایالتی با دانش آموزان بود، پیشنهاد دهد.
بین سال‌های ۲۰۱۶ تا ۲۰۱۹، رازمن خود را متعهد به رقابت شطرنج کرد. وی در سال ۲۰۱۶ عنوان استاد فیده و در سال ۲۰۱۸ عنوان استاد بین‌المللی (IM) را کسب کرد. در سال ۲۰۱۸، او به اوج ریتینگ شطرنج ایالات متحده یعنی ۲۵۲۰ و رتبه FIDE 2421 رسید. در ژوئیه ۲۰۲۲، پس از عملکرد ناامیدکننده در تورنمنت دعوتی تابستانی نیویورک، رازمن به دلیل فشارهای جسمی و روانی اعلام کرد که از «رویدادهای رقابتی شطرنج» بازنشسته می‌شود. او با هدف تبدیل شدن به یک استاد بزرگ (GM) در آوریل ۲۰۲۴ بازگشت خود را به مسابقات شطرنج حضوری اعلام کرد.

## تولید محتوا
رازمن در حالی که برای کسب عنوان استاد بزرگ تلاش می‌کرد، در ۱۹ می ۲۰۱۸ شروع به استریم در کانال توییچ خود کرد. استریم‌های او عمدتاً بر روی فیلم‌های آموزشی و تفسیر شطرنج متمرکز بود. با وجود داشتن تنها ۱۰ فالوور در آن زمان، او ساعت‌های زیادی را به صورت آنلاین سپری می‌کرد و گاهی اوقات از ساعت ۹ شب تا ۴ صبح به صورت آنلاین استریم می‌کرد. اولین افزایش قابل توجه بیننده او در نوامبر ۲۰۱۸ در جریان مسابقات شطرنج قهرمانی جهان بین فابیانو کاروانا و مگنوس کارلسن رخ داد. رازمن حضور آنلاین خود را با راه اندازی کانال YouTube خود چند ماه پس از همه‌گیری COVID-19 گسترش داد. مشابه بسیاری از شخصیت‌های شطرنج آنلاین، او افزایش بینندگان را در طول همه‌گیری کرونا، به ویژه پس از انتشار مینی سریال تلویزیونی The Queen's Gambit تجربه کرد. رازمن با تغییر از نقش معلم شطرنج، به استریمر تمام وقت تبدیل شد. تا اکتبر سال ۲۰۲۰، کانال توییچ او بیش از ۱۰۰۰۰۰ فالوور جمع‌آوری کرد که افزایش قابل توجهی نسبت به ۱۷۸۰۰ دنبال کننده در اوایل سال ۲۰۲۰ داشت. در ژانویه ۲۰۲۱، او به عنوان سومین استریمر بزرگ شطرنج در توییچ با ۲۰۰۰۰۰ فالوور رتبه‌بندی شد. به‌طور همزمان، کانال یوتیوب او رشد قابل توجهی داشت و به ۳۷۹۰۰۰ مشترک رسید.
در مارس ۲۰۲۱، زمانی که رازمن در یک مسابقه Chess.com در برابر یک شطرنج‌باز اندونزیایی معروف به Dewa_Kipas که به عنوان «خدای طرفداران» ترجمه شده است، باخت، توجه بین‌المللی را به خود جلب کرد. رازمن با مشکوک بودن به تقلب حریف، حساب کاربری خود را به تیم بازی جوانمردانه Chess.com گزارش داد. در نتیجه حساب Dewa_Kipas به دلیل تقلب بسته شد. این اتفاق منجر به واکنش شدید کاربران اندونزیایی شد که در نتیجه آن رازمن در رسانه‌های اجتماعی مورد آزار و اذیت قرار گرفت. برای کنار آمدن با این وضعیت، رازمن حساب‌های رسانه‌های اجتماعی خود را خصوصی کرد و مدت کوتاهی از استریم کردن فاصله گرفت. Dewa_Kipas بعداً نتوانست در یک سری مسابقات زنده مقابل Irene Kharisma Sukandar IM اندونزیایی در سطح بالایی بازی کند.
تا اواسط سال ۲۰۲۱، کانال یوتیوب رازمن به یک میلیون مشترک رسید و در سپتامبر ۲۰۲۱، با پیشی گرفتن از آگادماتور، به بزرگ‌ترین خالق شطرنج در یوتیوب تبدیل شد.
در میان محبوبیت فزاینده شطرنج در پلتفرم‌هایی مانند TikTok و Instagram، همراه با مناقشه کارلسن-نیمان در اواخر سال ۲۰۲۲، کانال یوتیوب رازمن با سرعت زیادی به رشد خود ادامه داد و در ژانویه ۲۰۲۳ بیش از ۳۰۰ میلیون بازدید را به خود اختصاص داد. اندکی بعد، کانال یوتیوب او به اولین کانال شطرنج تبدیل شد که بیش از یک میلیارد بازدید داشت. تا نوامبر ۲۰۲۳، کانال یوتیوب او ۴٫۳ میلیون مشترک و ۱٫۸ میلیارد بازدید به دست آورد. رازمن در ۲۸ نوامبر ۲۰۲۳ در فهرست Forbes 30 Under 30 2024 تحت رده «بازی ها» قرار گرفت.

## زندگی شخصی

### خانواده و قومیت
رازمن یک برادر کوچکتر به نام لئو دارد. او در نوامبر ۲۰۱۵ با همسرش لوسی آشنا شد. رازمن یهودی است.

### کتاب
رازمن نویسنده کتاب چگونه در شطرنج برنده شویم: راهنمای نهایی برای مبتدیان و فراتر از آن است که در ۲۴ اکتبر ۲۰۲۳ منتشر شد. این کتاب در لیست پرفروش‌ترین کتاب‌های نیویورک تایمز در دسته «نصیحت، نحوه و انواع مختلف» به رتبه چهارم رسید.

### فعالیت بشردوستانه
در ۱۴ اکتبر ۲۰۲۱، رازمن اعلام کرد که بنیاد بورسیه لوی رازمن را راه‌اندازی کرده است که از طریق آن ۱۰۰۰۰۰ دلار به برنامه‌های شطرنج دوره ابتدایی، راهنمایی و دبیرستان اهدا می‌کند. ChessKid، یکی از زیرمجموعه‌های Chess.com، این صندوق را مدیریت می‌کند، و مدارس می‌توانند بین ۵۰۰۰ تا ۱۵۰۰۰ دلار برای پرداخت هزینه‌های آموزش، هزینه مسابقات و هزینه‌های سفر دریافت کنند.

## جوایز و نامزدی
==
| سال  | مراسم         | دسته‌بندی            | نتیجه    | Ref.   |
| ---- | ------------- | ------------------- | -------- | ------ |
| ۲۰۲۲ | جوایز استریمر | بهترین بازیکن شطرنج | نامزدشده | [ ۱۸ ] |
| ۲۰۲۳ | جوایز استریمر | بهترین بازیکن شطرنج | برنده    | [ ۱۹ ] |
| ۲۰۲۴ | جوایز استریمر | بهترین بازیکن شطرنج | نامزدشده | [ ۲۰ ] |

### فهرست‌ها
| ناشر  | سال  | لیست                  | نتیجه             | Ref.   |
| ----- | ---- | --------------------- | ----------------- | ------ |
| فوربس | ۲۰۲۴ | ۳۰ زیر ۳۰ سال: بازی‌ها | قرار داده شده است | [ ۲۱ ] |